# Тсанг, Тоша
Тоша Тсанг (англ. Tosha Tsang; род. 17 октября 1970, Саскатун, Саскачеван) — канадская гребчиха, выступавшая за сборную Канады по академической гребле в середине 1990-х годов. Серебряная призёрка летних Олимпийских игр в Атланте, победительница и призёрка регат национального значения.

## Биография
Тоша Тсанг родилась 17 октября 1970 года в городе Саскатун провинции Саскачеван, Канада.
Занималась академической греблей во время учёбы в Университете Макгилла в Монреале. Состояла в университетской гребной команде, неоднократно принимала участие в различных студенческих регатах. Позже проходила подготовку в Монреальском гребном клубе.
Дебютировала на взрослом международном уровне в сезоне 1995 года, когда вошла в основной состав канадской национальной сборной и выступила на чемпионате мира в Тампере, где заняла шестое место в зачёте распашных рулевых восьмёрок.
Благодаря череде удачных выступлений удостоилась права защищать честь страны на летних Олимпийских играх 1996 года в Атланте. В составе экипажа, куда также вошли гребчихи Эмма Робинсон, Анна ван дер Камп, Джессика Монро, Хизер Макдермид, Мария Мондер, Тереза Люк, Элисон Корн и рулевая Лесли Томпсон, показала второй результат в восьмёрках, уступив более четырёх секунд команде из Румынии — тем самым завоевала серебряную олимпийскую медаль.
Вскоре по окончании атлантской Олимпиады приняла решение завершить спортивную карьеру, после чего с 1998 года училась и работала в Альбертском университете, получив степень магистра в области информационных наук и библиотечного дела. В начале 2000-х годов переехала на постоянное жительство в Ванкувер, где проходила обучение в Университете Британской Колумбии.